# Parastenaropodites fluxa

Parastenaropodites fluxa (лат.) — ископаемый вид насекомых из семейства Mesorthopteridae (отряд Grylloblattida). Триасовый период (Dzhailoucho area, Madygen Formation, карнийский ярус, возраст находки 221—235 млн лет), Кыргызстан, Ош (40.1° N, 70,2° E).

## Описание
Переднее крыло светлое, длина крыльев 2—3 см. Общая длина тела 30—35 мм. Костальная область переднего крыла шире субкостальной области. Пронотум вытянутый, расширенный кзади. Голова маленькая, короче чем пронотум.   Сестринские таксоны: Parastenaropodites aquilonius, P. stirps, P. exossis, P. longiuscula, P. intricatus, P. circumhumatus, P. panneus, P. rigidus, P. vyatica. Вид был впервые описан в 1996 году российским палеоэнтомологом Сергеем Стороженко (Биолого-почвенный институт ДВО РАН, Владивосток) по ископаемым отпечаткам.